# Mehmet Emin Toprak
Mehmet Emin Toprak (ur. 11 września 1974 w Yenice, zm. 2 grudnia 2002 w Çan) – turecki aktor filmowy. 
Znany głównie ze współpracy z uznanym reżyserem, jego kuzynem - Nuri Bilge Ceylanem. Wystąpił w jego filmach: Miasteczko (1997), Chmury w maju (1999) i Uzak (2002). Za rolę w ostatnim z nich zdobył wraz z Muzafferem Özdemirem nagrodę dla najlepszego aktora na 56. MFF w Cannes. Wyróżnienie to Toprak zdobył już pośmiertnie, gdyż zginął w wypadku samochodowym w grudniu 2002, kiedy wracał z Festiwalu Filmowego w Ankarze. W chwili śmierci miał 28 lat i był świeżo upieczonym mężem.